# كأس تونس 1972–73
كأس تونس لكرة القدم 1972-1973 هو الموسم رقم 18 منذ الاستقلال وال43 منذ إنشائه من كأس تونس لكرة القدم.

فاز بهذا الموسم النادي الإفريقي، وجاء ثانيا المستقبل الرياضي بالمرسى.

## روابط خارجية
- الموقع الرسمي للجامعة التونسية لكرة القدم.